# Steinkreis von Aboyne
Der Steinkreis von Aboyne (englisch Aboyne Stone Circle – auch Image Wood genannt) liegt in einem Wald nördlich des River Dee, in Aberdeenshire in Schottland. Ein Trampelpfad führt vom lokalen Friedhof in Aboyne zum etwa 150 m entfernten Kreis.

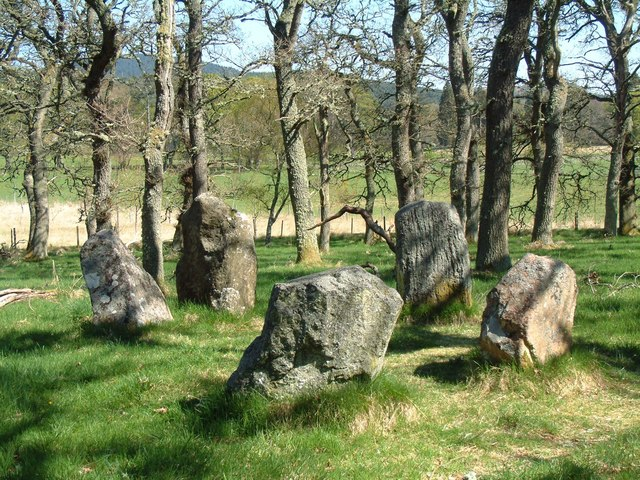
Steinkreis von Aboyne

Es ist ein extrem kleiner Steinkreis, bestehend aus fünf Steinen. Der Innendurchmesser beträgt nur etwa drei Meter. Die Steine stehen und sind sehr massiv. Die beiden Steine auf der Nordseite befinden sich sehr dicht beieinander. Der nördlichste Stein ist etwas nach Norden geneigt, und obwohl er fest verankert ist, kann diese Position nicht in situ sein. Ohne diesen Stein, könnten dies ein Four poster stone circle oder ein kleiner Steinkreis der Übergangszeit, in der von Burl (1971) beschriebenen Art sein.
Four Poster Stones sind wegen ihrer nur begrenzten Verbreitung bemerkenswert. Sie gehören zu einer Monumentklasse, die, wie der Name sagt, aus mindestens vier Menhiren besteht, die die Ecken eines Quadrats oder Rechtecks bilden, sodass der Begriff Kreis (englisch circle) abwegig erscheint. Ausgrabungen haben jedoch gezeigt, dass es sich bei den viereckigen Steinsetzungen um Reste von ehemaligen Steinkreisen handelt. Sind mehr als vier Steine erhalten, so ragen die vier Ecksteine von der Größe her heraus.
Ein sehr kleiner Erdhügel umgibt die Basen aller Steine, wodurch der Innenraum etwas höher erscheint als das Niveau der Außenfläche. Bei einer Ausgrabung wurde nur schwarze Erde und Asche gefunden.